# Myrmarachne moesta
Myrmarachne moesta är en spindelart som först beskrevs av Tord Tamerlan Teodor Thorell 1877.  Myrmarachne moesta ingår i släktet Myrmarachne och familjen hoppspindlar. Inga underarter finns listade i Catalogue of Life.